# KFC Uerdingen 05
El KFC Uerdingen 05 fue un club de fútbol en la ciudad de Krefeld, distrito de Uerdingen en Krefeld, en el estado de Renania del Norte-Westfalia. Militaba en la Regionalliga West, la quinta categoría de fútbol en el país, cuando fue declarado en quiebra en abril de 2025.

## Historia
Fue fundado en el año 1905 en el distrito de Uerdingen como Fußball-Club Uerdingen 05. En 1919, durante la Primera Guerra Mundial, se fusionó con el Sportvereinigung des Realgymnasiums Uerdingen.
Durante la Segunda Guerra Mundial, entre 1941 y 1945, compitió como un equipo de guerra llamado Kriegspielgemeinschaft Uerdingen ante el VfB 1910 Uerdingen (conocido en la década de 1910 como Sport-Club Preussen Uerdingen).
Finalizada la guerra, estos equipos se fusionaron para crear al Spielvereinigung Uerdingen 05, alianza que se cayó cuando el VfB 1910 Uerdingen se separó y el Sportvereinigung des Realgymnasiums Urdingen tomó el nombre original FC Uerdingen 05
En 1953 se fusionaron con el Werkssportgruppe Bayer AG Uerdingen, equipo deportivo local cuyo propietario era el gigante químico Bayer AG para convertirse en el FC Bayer 05 Uerdingen. El equipo dejó al patrocinador en 1995 y cambió el nombre por el de Krefelder Fußball-Club Uerdingen 05, aunque la empresa Bayer AG da apoyo en otras representaciones como Sport-Club Bayer 05 Uerdingen.
Alcanzó la Bundesliga por primera vez en la temporada 1974/75 y ha militado en ella catorce temporadas. Tuvo sus mejores años durante la década de 1980, donde ganó el título más importante en su historia, la DFB-Pokal en 1985, venciendo al Bayern Múnich por 2-1 en la final en el Olympiastadion de Berlín. En 1987 se convirtió en el primer equipo en conseguir el título de 1. Bundesliga en las categorías Sub-19 y Sub-17.
No ha jugado en la 1. Bundesliga desde la temporada 1995/96 y desde entonces ha estado vagando entre la 2. Bundesliga y la 3. Bundesliga principalmente, aunque actualmente se encuentra en la Regionalliga y ha tenido problemas financieros.
Nunca ha sido campeón de liga y ha ganado el torneo de Copa una vez. A nivel internacional ha participado en dos torneos continentales, donde su mejor participación ha sido en la Recopa de Europa de Fútbol de 1985/86, en la que fue eliminado en las semifinales por el Atlético de Madrid de España.

## Escudo
Evolución del escudo que el club ha utilizado a lo largo de su historia:

1905–1953
1987–1995
1996-actualidad

## Palmarés
- DFB-Pokal: 1

1985
- 2. Bundesliga: 1

1991-92
- Verbandsliga Niederrhein: 1

2010–11
- 1. Bundesliga U-19: 1

1987
- 1. Bundesliga U-17: 1

1987
- Regionalliga West: 1

2018
- Oberliga Niederrhein: 2

2012/13, 2016/17

## Participación en competiciones de la UEFA
| Temporada | Torneo         | Ronda            | Club               | Casa | Visita | Global |
| --------- | -------------- | ---------------- | ------------------ | ---- | ------ | ------ |
| 1985-86   | Recopa Europea | 1                | Zurrieq FC         | 9-0  | 3-0    | 12-0   |
| 1985-86   | Recopa Europea | 2                | Galatasaray SK     | 2-0  | 1-1    | 3-1    |
| 1985-86   | Recopa Europea | Cuartos de final | Dinamo Dresde      | 7-3  | 0-2    | 7-5    |
| 1985-86   | Recopa Europea | Semifinales      | Atlético de Madrid | 2-3  | 0-1    | 2-4    |
| 1986-87   | UEFA Cup       | 1                | FC Carl Zeiss Jena | 3-0  | 4-0    | 7-0    |
| 1986-87   | UEFA Cup       | 2                | Widzew Lodz        | 2-0  | 0-0    | 2-0    |
| 1986-87   | UEFA Cup       | 3                | FC Barcelona       | 0-2  | 0-2    | 0-4    |

## Entrenadores

### Entrenadores desde 1970
- 07.01.1970 – 06.30.1977 Klaus Quinkert
- 07.01.1977 – 06.30.1979 Siegfried Melzig
- 07.01.1979 – 06.30.1981 Horst Buhtz
- 07.01.1981 – 06.30.1983 Werner Biskup
- 07.01.1983 – 06.30.1984 Friedhelm Konietzka
- 07.01.1984 – 06.30.1987 Karl-Heinz Feldkamp
- 07.01.1987 – 12.01.1987 Horst Köppel
- 12.08.1987 – 06.30.1989 Rolf Schafstall
- 07.01.1989 – 11.25.1990 Horst Wohlers
- 11.26.1990 – 06.02.1991 Friedhelm Konietzka
- 06.03.1991 – 05.13.1996 Friedhelm Funkel
- 05.14.1996 – 06.30.1996 Armin Reutershahn
- 07.01.1996 – 06.30.1997 Hans-Ulrich Thomale
- 07.01.1997 – 09.29.1998 Jürgen Gelsdorf
- 09.30.1998 – 03.28.1999 Henk ten Cate
- 03.28.1999 – 06.30.1999 Ernst Middendorp
- 07.01.1999 – 10.31.1999 Herbert Schäty
- 11.01.1999 – 06.30.2000 Peter Vollmann
- 07.01.2000 – 06.30.2002 Jos Luhukay
- 07.01.2002 – 05.13.2004 Claus-Dieter Wollitz
- 07.01.2004 – 06.30.2006 Wolfgang Maes
- 07.01.2006 – 06.30.2007 Jürgen Luginger
- 07.01.2007 – 03.22.2008 Aleksandar Ristić
- 03.24.2008 – 06.30.2008 Klaus Berge
- 07.01.2008 – 08.11.2008 Richard Towa
- 08.11.2008 – 18.09.2009 Uwe Weidemann
- 18.09.2009 – 30.03.2010 Wolfgang Maes
- 31.03.2010 – 17.05.2010 Edgar Schmitt
- 10.06.2010 – 05.11.2011 Peter Wongrowitz
- 15.11.2011 – 24.05.2012 Jörg Jung
- 26.05.2012 – 31.06.2012 Erhan Albayrak y Ronny Kockel
- 01.07.2012 – 28.03.2014 Eric van der Luer
- 28.03.2014 – 14.04.2014 Erhan Albayrak
- 14.04.2014 – 22.04.2014 Ersan Tekkan
- 22.04.2014 – 18.05.2015 Murat Salar
- 18.05.2015 – 23.06.2015 Horst Riege
- 23.06.2015 – 02.03.2016 Michael Boris
- 02.03.2016 – 21.03.2016 Gerd Gotsche & Horst Riege
- 21.03.2016 – 20.05.2016 Jörn Großkopf
- 20.05.2016 – 30.05.2017 André Pawlak
- 01.07.2017 – 15.03.2018 Michael Wiesinger
- 15.03.2018 – 28.01.2019 Stefan Krämer
- 31.01.2019 – 03.02.2019 Stefan Reisinger
- 03.02.2019 – 15.03.2019 Norbert Meier
- 16.03.2019 – 30.04.2019 Frank Heinemann
- 30.04.2019 – 25.09.2019 Heiko Vogel
- 25.09.2019 – 16.10.2019 Stefan Reisinger
- 16.10.2019 – 10.03.2020 Daniel Steuernagel
- 10.03.2020 – 13.04.2021 Stefan Krämer
- 13.04.2021 – 30.06.2021 Jürgen Press & Stefan Reisinger
- 01.08.2021 – 02.11.2021 Dmitri Voronov
- 08.11.2021 – presente Alexander Voigt

## Jugadores

### Jugadores destacados
| - Said Daftari - Chris Tadrosse - Robbie Middleby - Issa Issa - Aílton - Daniel Teixeira - Ilia Gruev - Zlatko Yankov - Günter Bittengel - Jan Bartram - Jan Heintze - Brian Laudrup - Jens Steffensen - Jaime Rodríguez - Matthew Mendy - Oliver Bierhoff - Norbert Brinkmann - Manfred Burgsmüller - Mustafa Doğan - Bernd Dreher - Holger Fach - Friedhelm Funkel - Wolfgang Funkel - Siegfried Held - Matthias Herget | - Stefan Kuntz - Stephan Paßlack - Franz Raschid - Wolfgang Rolff - Werner Vollack - Marcus Wedau - Marcel Witeczek - Giannis Alexiou - Atli Edvaldsson - Larus Gudmundsson - Gunnlaugur Jonsson - Stefan Thordarson - Erik Meijer - Tomasz Kuszczak - Marek Lesniak - Michal Probierz - Michael Klein - Daniel Timofte - Sergej Gorlukowitsch - Rudi Istenic - Jan Mattsson - Robert Prytz - Stéphane Chapuisat - Erhan Albayrak - Hasan Vural |